# Melittia azrael
Melittia azrael là một loài bướm đêm thuộc họ Sesiidae. Nó được tìm thấy ở Gabon.